# 迪士尼頻道 (台灣)
台灣迪士尼頻道是迪士尼頻道的第一個海外據點，開播於1995年3月29日，停播於2022年1月1日。

## 播出歷史
1990年代上半期，華特迪士尼公司派遣高階主管遠赴台灣，與包括和信企業團在內的台灣幾家有成立有線電視頻道商的大型財團接洽，希望以有線電視產業蓬勃發展的台灣作為第一個海外市場；最後，華特迪士尼公司選定博新多媒體為迪士尼頻道在台灣的合作對象，博新多媒體成為迪士尼頻道亞洲版第一家台灣總代理。1995年3月29日，迪士尼頻道亞洲版在台灣開播，是全球第一個以中英雙語播出的迪士尼頻道，台灣正式成為迪士尼頻道第一個海外市場。迪士尼頻道亞洲版開播初期，以美國版的四分之一節目加上華特迪士尼公司旗下各家電影公司與電視網的影片，以10小時的節目時間作24小時全天候播出，當時已有60%的節目有中文配音。
1995年3月29日，台北凱悅大飯店三樓宴會廳舉辦迪士尼頻道開播典禮，華特迪士尼公司、博新多媒體、米老鼠共同按鈕開播。華特迪士尼電視國際（Walt Disney Television International）總裁田偉利（Etienne De Villiers）表示，迪士尼頻道將完全播出華特迪士尼公司自製的電影、電視、影集等節目。
2003年時，迪士尼頻道定頻在有線電視第67頻道。
2005年1月1日，因應行政院新聞局有線電視「同類節目區塊化定頻」政策，迪士尼頻道搬移至「闔家觀賞」中的第22頻道。
2021年8月27日，台湾华特迪士尼宣布，因應Disney+在臺灣上線，在調整營運模式下，迪士尼台湾频道于2022年1月1日停播；其後聯同福斯傳媒集團旗下停播頻道整合進串流平台繼續播出所有節目，臺灣Disney+於2021年11月12日上線。

## 雙語播出
台灣迪士尼頻道在2003年時隨即開放了雙語服務，但是卻因為並沒有節目告知時間的相關廣告告知觀眾，就只能在網站查看或著嘗試使用遙控器調整得知。不過在2007年6月之後，迪士尼頻道在晚間的《孟漢娜》、《小查與寇弟的頂級生活》等節目播放「英語－原音版重現」，在節目中將會播放原音（英語），並且也有中文字幕。來自日本的節目也會作一樣處理，除了多數節目。
2015年6月8日當天之後，該頻道卻因遭受到有一部分的地區有線電視業者的線路和接收器品質影響，直到在8天之後（6月16日）為止就已經無法提供了雙語服務。但是在官方網站中提供的節目表上從2010年之後就已經無標註多數節目是否為雙語和原音重現方式播出，不過基本上多數節目本身都有雙語功能，除了原音版節目。在2016年起，除了動畫節目，另外新引入播映的真人影視系列完全沒有設置配音，全部都以原音版播出，並且都有中文字幕。
這個模式也套用在舊有作品續作，如影集新季數和舊有電影系列續集。譬如原創影集有《奧斯汀與艾莉》第四季、《音樂情人夢》第一季下半季和《舞動青春》第三季，至於原創電影裏頭目前除外者是重新加上配音的《星光繼承者》系列。

## 播出節目

### 動畫
大部分迪士尼動畫在此不表列，只列迪士尼除外的作品

#### 日本
- 小紅帽恰恰 (小紅帽Cha Cha)
- 驚爆危機
- 布布恰恰 (曾以我愛Bu Bu Cha Cha英文名稱播映)
- Da!Da!Da! (當時以幽浮寶貝譯名播映)
- 超能力魔美 (當時以魔美一點靈譯名播映)(魔美e點靈英文e名稱)[11][註 1]
- 酷妹當家
- 咕嚕咕嚕魔法陣
- 我們這一家
- 小紅豆
- 守護甜心！
- 外星人田中太郎
- 棉花糖樂園
- 怪獸家族[12]
- 伊索世界
- 熱鬥小馬
- 元氣五胞胎
- 妙妙魔法屋
- 星球流浪記
- 小雙俠
- 星之卡比[13]
- 淘氣二人組

スージーちゃんとマービー
- 魔法娜娜咪
- 大頭狗[14]

Fortune Dogs
ふぉうちゅんドッグす

#### 中國大陸
- 巴啦啦小魔仙
- 喜羊羊與灰太狼
- 熊出没
- 熊出没之过年

#### 韓國
- 倒霉熊
- 哈囉！小梅子
- Pucca

#### 美國
- 阿拉丁 (動畫影集)
- 神偷卡門
- 杰洛德·麦可蹦蹦
- 成龍歷險記
- 小狗普契尼 Poochini[15]
- 亞瑟小子 (電視動畫)
- 相撲大力士

*音速小子
- 小美人魚 [16]
- 101忠狗 (動畫劇集)
- 跳皮長尾獸[17]
- 米老鼠群星會[18]
- G型神探大冒險[19]
- 一家之鼠[20]
- 《週末新人類（英语：the weekenders）》

#### 法國
- 小鬼大神探
- 间谍少女组
- 校園神兵
- 鯊魚哥
- 極限小子Wheel Squad[21]
- 週末新人類 the weekenders

#### 加拿大
- 青春四人組
- 家有鮮媽[22] Committed (Canadian TV series)

#### 英國
- 豆豆先生
- 小羊肖恩
- 大頭先生
- 路燈小精靈

The Lampies
- 企鵝 Avenger Penguins
- 波西公園園丁（英语：Percy the Park Keeper）|波西公園丁[24]

#### 其他
- 紗麗偵探社
- 魔法娜娜咪
- 魔法少女萨琳娜

### 戲劇
大部分迪士尼原創影集，除了
- 巴啦啦小魔仙(中國大陸)
- 課間好時光(中國大陸)
- 功夫樂翻天(中國大陸)
- 課間好時光一年二班(台灣)
- 音樂情人夢(阿根廷)
- 花樣少年少女(台灣)
- 熱情仲夏(台灣)

### 電影
- 大多數迪士尼動畫電影
- 大多數迪士尼頻道原創電影
- 一部分迪士尼其他電影，部分電影原音播出。
- 大部分吉卜力工作室作品，介於1984至2013年之間。
- 加菲貓
- 荷頓奇遇記
- 歡迎來到宇宙秀
- 河童之夏
- 少女的奇幻森林
- 夏日大作戰
- 詛咒屋姐妹
- 不可思議貓森林
- 棄寶之島：遙與魔法鏡
- 《大榔头小子》
- 《瑪德琳巴黎歷險記》
- 我的孫悟空
- 真理王子的反擊（英语：Veritas, Prince of Truth）

### 其他
- 動手玩創意
- 布萊恩秀（Brian O'Brian）
- 張洛君主持節目[25]
  - 寶貝廚房
  - 單挑迪士尼
  - 迪士尼信箱

## 外部連結
- 台灣迪士尼官網發布的頻道關閉信息 （页面存档备份，存于）（繁體中文）
- 台灣迪士尼頻道官網 （页面存档备份，存于） （繁體中文）
- 台灣迪士尼家庭頻道的Facebook專頁（台灣迪士尼頻道官方臉書現址）（繁體中文）
- YouTube上的台灣迪士尼頻道官方頻道（繁體中文）